# アンドリュー・ターベル
アンドリュー・ターベル（Andrew Tarbell、1993年10月7日 - ）は、アメリカ合衆国出身のサッカー選手。ヒューストン・ダイナモ所属。ポジションはGK。

## クラブ経歴
2016年のMLSスーパードラフトで、1巡目(全体8人目)にサンノゼ・アースクエイクスに指名された。 8月28日のコロンバス・クルー戦で、正GKであるデイヴィッド・ビンガムの負傷退場に伴い途中出場しプロデビューを果たした。
2017年シーズンはサンノゼと業務提携を行っていたユナイテッドサッカーリーグのレノ1868FCにレンタル移籍した。
2020年2月19日、7万5000ドルの金銭トレードでコロンバス・クルーに移籍。
2020年12月23日、オースティンFCに加入する事が発表された。
2022年11月23日、ヒューストン・ダイナモに移籍した。